# Lenguas latino-faliscas
Las lenguas latino-faliscas o lenguas latino-venéticas son un subgrupo perteneciente al grupo itálico de las lenguas indoeuropeas. Se hablaban en Italia. Incluye principalmente al latín junto con sus descendientes las lenguas romances y el extinto falisco. También, según otras propuestas, los extintos sículo y venético, en cuyo caso el grupo suele llamarse latino-venético. La clasificación del venético es controvertida y algunos autores prefieren considerarlo una lengua indoeuropea independiente, una lengua itálica independiente y primitiva o bien una lengua itálica más estrechamente emparentada con las lenguas osco-umbras. Es muy posible que la división entre Itálico Q (latino-falisco) e Itálico P (osco-umbro) no tenga valor filogenético, ya que el venético parece haber sido la primera lengua en separarse del resto, debido a sus arcaísmos perdidos en las otras lenguas itálicas.
Por otra parte Varro en su obra De lingua Latina hace 47 y 43 a. C señala a dos lenguas de los pueblos itálicos como más parecidas al latín: el falisco y el sículo, ya que muchas palabras sonaban casi idénticas y tenían el mismo significado.
El latín finalmente absorbió al resto de lenguas, sustituyendo al falisco por el poder expandido de los romanos. El único miembro del grupo que sobrevivió a la extinción fue el latín que, a su vez, evolucionó dando lugar a las lenguas romances desde el latín vulgar.

## Descripción lingüística
La diferencia más importante está en que el latín, el falisco, el sículo y el venético retienen las labiovelares indeoeuropeas /*kʷ, *gʷ/ como qu-, gu- (posteriormente pasarían a velares + semivocal), mientras que en osco-umbro pasan a ser labiales p, b. Además el osco-umbro presenta fricatización de fonemas -b-, -p- y -d-, fricatización o aspiración de los grupos -kt, -pt- y -ks- y reducción de los grupos -nd- y -mb- a -n- y -m-, cosa que no sucedió en el latino-falisco. El grupo latino-falisco también presenta como característica única la asimilación de la secuencia /*kʷ...p/ en kʷ...kʷ (pIE *penkʷe 'cinco' > latín  quinque, falisco quinque, sículo quinqoi, venético quenke).
Por otra parte el latino-falisco tiene varias innovaciones con el Itálico:
- Las secuencias del indoeuropeo tardío /*ə, *eu/ evolucionan a a, ou.
- Las líquidas silábicas indoeuropeas /*l̥, *r̥/ desarrollan una vocal epentética o dando lugar a ol, or.
- Las nasales silábicas indeoeuropeas /*m̥, *n̥/ desarrollan una vocal epentética e dando em, en.
- La oclusiva sonora / *d / en algunos casos pasa a ser / *l /.

### Fonología
El inventario consonántico del proto-latino-falisco sería básicamente idéntico al del latín arcaico, el sículo y el venético.
|            |            | Labial | Alveolar | Palatal | Velar | Labio- velar | Glotal |
| ---------- | ---------- | ------ | -------- | ------- | ----- | ------------ | ------ |
| Oclusiva   | sorda      | *p     | *t       |         | *k    | *kʷ          |        |
| Oclusiva   | sonora     | *b     | *d       |         | *g    | *gʷ          |        |
| Fricativa  | Fricativa  | *f     | *s       |         |       |              | *h     |
| Sonorantes | Sonorantes |        | *r, *l   | *y      |       | *w           |        |
| Nasal      | Nasal      | *m     | *n       |         |       |              |        |
El sonido /kʷ/ todavía debía de existir en latín arcaico cuando se desarrolló el alfabeto de donde viene el par mínimo: quī /kʷī/ 'el que ...' - cuī /ku.ī/ 'al que ...'. Nótese que en otras posiciones no se hace intento de distinguir entre diptongos e hiatos, persuādere 'persuadir' es diptongo pero en sua 'suya' es hiato. Por razones de simetría es muy posible que muchas secuencias gu del latín arcaico representaran de hecho una labiovelar sonora /gʷ/.